# Archivio museo storico di Fiume
L'Archivio Museo storico di Fiume o, più semplicemente, museo storico di Fiume è sito in via Cippico 10, nel quartiere Giuliano-Dalmata a Roma.

## Descrizione
Il museo è sito in una sala in un piano seminterrato. Il museo spazia in un'area 250 m² e comprende un sacrario in memoria dei caduti in Dalmazia e vari documenti sulla migrazione dai centri sull'Adriatico, nonché vari cimeli inerenti alla seconda guerra mondiale e la città di Fiume, soprattutto gli elementi del circondario di questa città che sono riconducibili all'identità italiana.
Al secondo piano vi è invece l'archivio e la biblioteca, di una superficie di 250 m², suddiviso in sue settori di cui il primo è la sala riunioni con 30 posti e delle opere di artisti fiumani che comprendono un periodo che parte dal 1700 ed arriva al periodo contemporaneo, la seconda sala vi sono dei computer e la direzione della società che gestisce l'archivio, la biblioteca ed il museo. L'archivio consta di oltre 40000 documenti e di fondi, tra cui sono da citare:
- Riccardo Zanella
- Gabriele D'Annunzio
- Maria Vitali
- Michele Maylender
- Silurificio Whitehead di Fiume

La biblioteca è dotata di oltre 5000 volumi. Inoltre vi sono un'emeroteca su Fiume e la questione adriatica, dei fondi tra cui uno filatelico, uno fotografico ed uno cartografico. Le riviste ed i giornali conservati all'emeroteca spaziano per un periodo compreso tra il 1813 ed il 1945.. L'emeroteca si è ampliata grazie al riordino e all'acquisizione per donazione di molte riviste, quotidiani e periodici, tra cui si segnalano quelli relativi alla produzione editoriale delle associazioni dell'esodo giuliano-dalmate ( Difesa Adriatica (archiviato dall'url originale il 18 febbraio 2013)., L'Arena di Pola, ecc.) e delle comunità dei rimasti ( La Battana (archiviato dall'url originale il 15 giugno 2013)., gli Atti e i Quaderni del  Centro di Ricerche Storiche di Rovigno (archiviato dall'url originale il 23 gennaio 2011).).
L'Archivio museo storico di Fiume è proprietà della Società di Studi Fiumani, che edita da molti anni la rivista semestrale di studi adriatici «Fiume».
L'Archivio museo storico di Fiume è nella rete nazionale di  Archivi del Novecento (archiviato dall'url originale l'11 marzo 2016)., nel cui portale sono stati pubblicati alcuni fondi ordinati e inventariati.
Il 12 luglio 1972 il Ministro della Pubblica istruzione Oscar Luigi Scalfaro emanò un decreto con il quale concedeva all’Archivio-Museo storico di Fiume la qualifica di archivio di “eccezionale interesse storico” e lo si poneva sotto la tutela delle leggi dello Stato. Nel 1987 la Soprintendenza Archivistica per il Lazio pose l’Archivio fiumano, per il suo notevole interesse storico, sotto la disciplina di tutela prevista dall’articolo 38 del D.P.R. 30.91963, n. 1409. La legge 92/2004, istitutiva del Giorno del Ricordo, riconosce all’Archivio Museo storico di Fiume la funzione di bene culturale della storia di Fiume e dell’esodo giuliano-dalmata.